# Sandy River (Columbia River)
Der Sandy River ist ein 90 Kilometer langer Nebenfluss des Columbia River im US-Bundesstaat Oregon. Wegen seiner Nähe zur Metropole Portland wurde der Sandy River von 1912 bis 2007 zur Bewässerung und zur Stromproduktion genutzt. Seit der Sprengung des Marmot Dam im Jahr 2007 und dem Abriss des Little Sandy Dam konnte er seinen natürlichen Lauf zurückgewinnen. Die Brücke über den Sandy River gilt als Beginn des Historic Columbia River Highway.
 

## Verlauf
Der Sandy River entspringt an den Hängen des Mount Hood. Seine Quellen sind der Reid und der Sandy Glacier auf über 1.800 Meter Höhe. Der Fluss fließt westwärts, bis er 24 Kilometer hinter der Ortschaft Welches nach Norden abbiegt und etwa 23 Kilometer östlich von Portland fast auf Meereshöhe in den Columbia River mündet. Seine wichtigsten Zuflüsse sind der 35 Kilometer lange Bull Run River, der ebenfalls am Mount Hood entspringt und zur Trinkwassergewinnung zum Bull Run Lake aufgestaut wird, der 19 Kilometer lange Zigzag River, der in der Nähe der Timberline Lodge entspringt, und der 55 Kilometer lange Salmon River, der in seiner ganzen Länge als National Wild and Scenic River eingestuft ist.

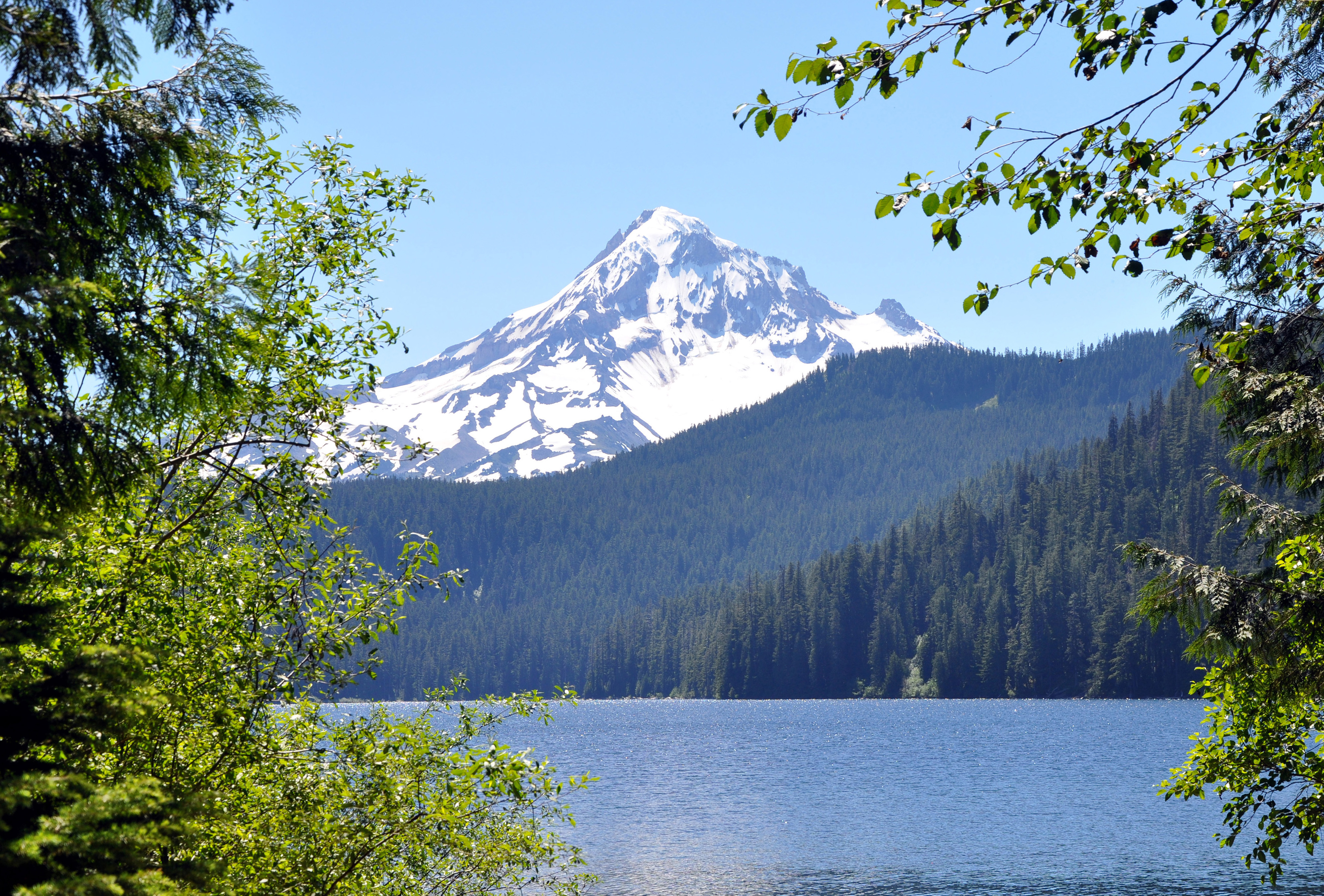
Bull Run Lake und Mount Hood

Nachdem der Sandy River die steilen Hänge des Mount Hood hinter sich gelassen hat, fließt er durch Muren aus hartem Basaltgestein, auf denen er losen Kies und Schotter abgelagert hat. Beim Fließen über diese lockeren Ablagerungen wird das Wasser stark mit Sauerstoff angereichert, so dass es ein ideales Laichgebiet für Lachse und Regenbogenforellen ist. Durch diesen Fischreichtum gilt der Sandy River als hervorragendes Fliegenfischer-Revier. Regenbogenforellen kommen ganzjährig im Fluss vor, Königslachs über die Hälfte des Jahres und Silberlachs im September und Oktober.

## Geschichte
Geologen schätzen, dass bereits vor 20 Millionen Jahren ein Fluss durch die Region floss und im Laufe der Zeit über 200 Meter tiefe Canyons ausgewaschen hat.
Die ersten weißen Entdecker in der Region war eine Bootsbesatzung der HMS Chatham unter George Vancouver, die Ende Oktober 1792 den Columbia River hinauffuhr. Der Kommandant der Expedition, Leutnant William Robert Broughton benannte dabei den Mount Hood nach dem englischen Admiral Samuel Hood. Am 3. November 1805 benannte die Lewis-und-Clark-Expedition den Fluss wegen seines Treibsands Quicksand River. Dennoch hielten sie ihn für einen ansehnlichen, befahrbaren Fluss, weshalb auf ihrer Rückreise vom Pazifik Sergeant Nathaniel Pryor mit einem Kanu den Fluss flussaufwärts erkundete. Nach neun Kilometern musste er aber aufgrund der Stromschnellen umkehren und vermutete, dass der Fluss vom Mount Hood kommt.
Der Name des Flusses wurde im 19. Jahrhundert in Sandy River abgekürzt.
Ab 1912 entstanden zwei Staudämme zur Stromgewinnung, die die Lachswanderungen stark beeinträchtigten. Obwohl in den 1950er Jahren Fischtreppen an die Dämme gebaut wurden, sank die Fischpopulation des Flusses auf nur noch 10–25 % der Bestände der 1890er Jahre. 2007 und 2008 wurden die beiden Dämme beseitigt.
 

## Schutzgebiete und State Parks
Zwei Abschnitte des Flusses mit einer Gesamtlänge von 56 Kilometer sind als National Wild and Scenic River geschützt, außerdem gilt er als Scenic Waterway von Oregon.
Die Sandy River Gorge Preserve schützt neun Kilometer des unberührten Flusslaufs mit Canyons und mit Urwald bestandenen Uferterrassen. Das Schutzgebiet wurde 1970 gegründet, als die Familie Diack 63 Hektar Land der Nature Conservancy schenkte. Nach weiteren Schenkungen und Erwerbungen umfasst das Schutzgebiet heute 176 Hektar.
Am Unterlauf des Flusses liegt am Nordufer die Dabney State Recreation Area und nahe der Mündung bei Troutdale die Lewis and Clark State Recreation Site.